# Moschea Dongguan
La moschea Dongguan (东关清真大寺S, Dōngguān QīngzhēnsìP) e una moschea di Xining, nella provincia dello Qinghai in Cina. È la più grande moschea del Qinghai.

## Storia
Restaurata recentemente, venne costruita nel 1380 ed ha archi bianchi colorati lungo l'esterno dell'ampio edificio. Ha una cupola verde e bianca e due alti minareti.
I generali Ma Qi e Ma Bufang controllarono la Grande Moschea Dongguan quando erano governatori dello Qinghai.

## Galleria d'immagini

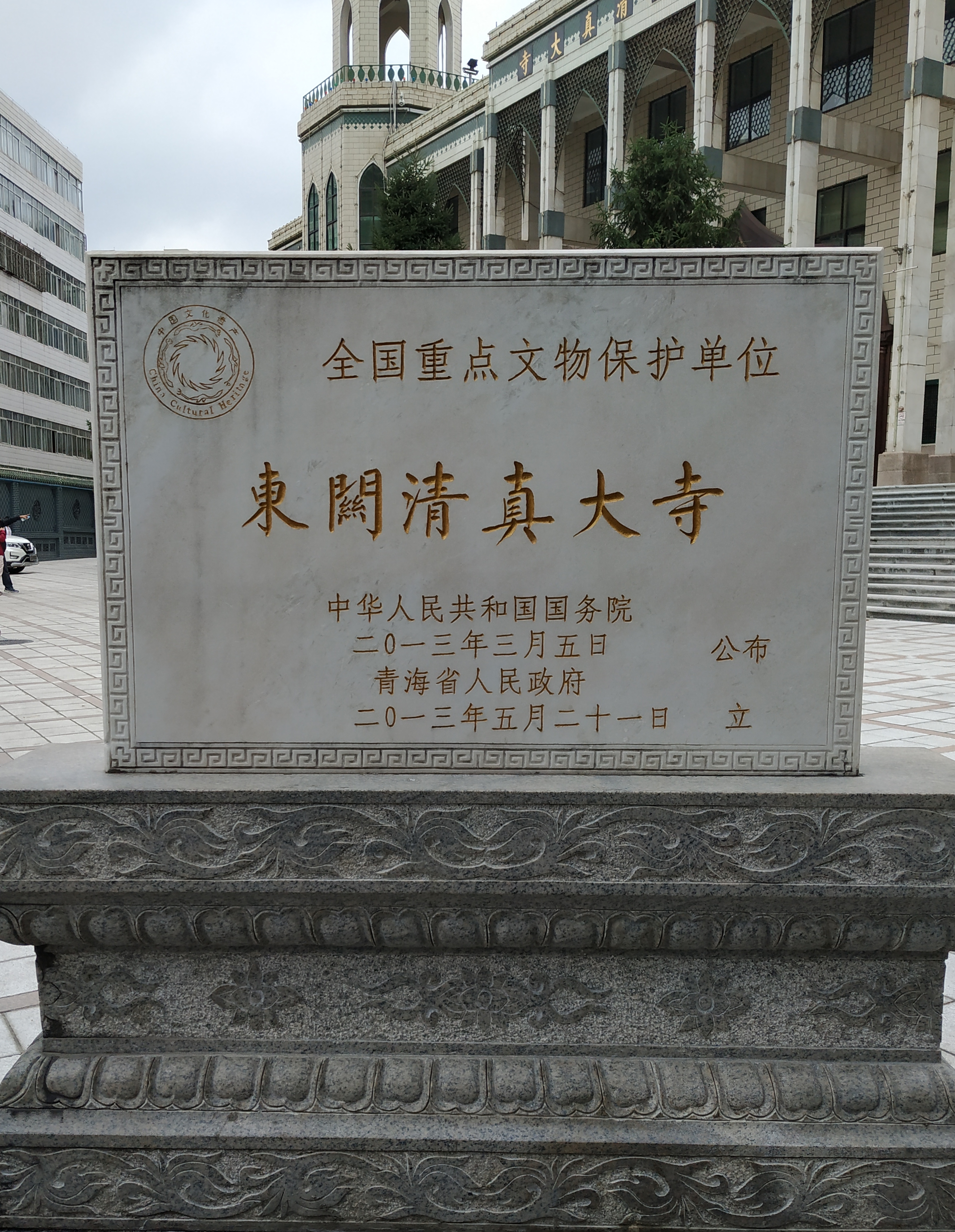
Segnale di sito storico e culturale protetto
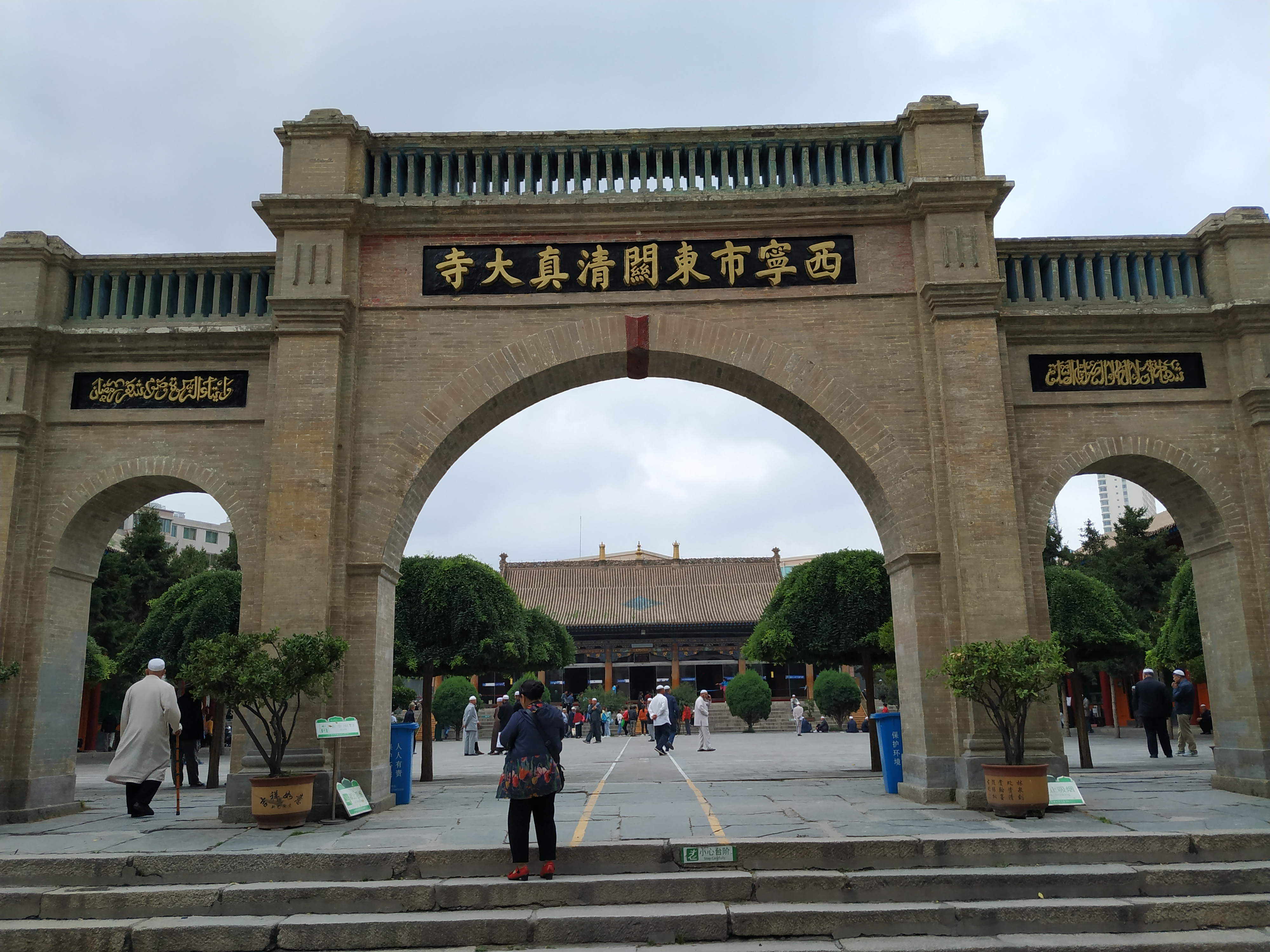
Arco della moschea Dongguan
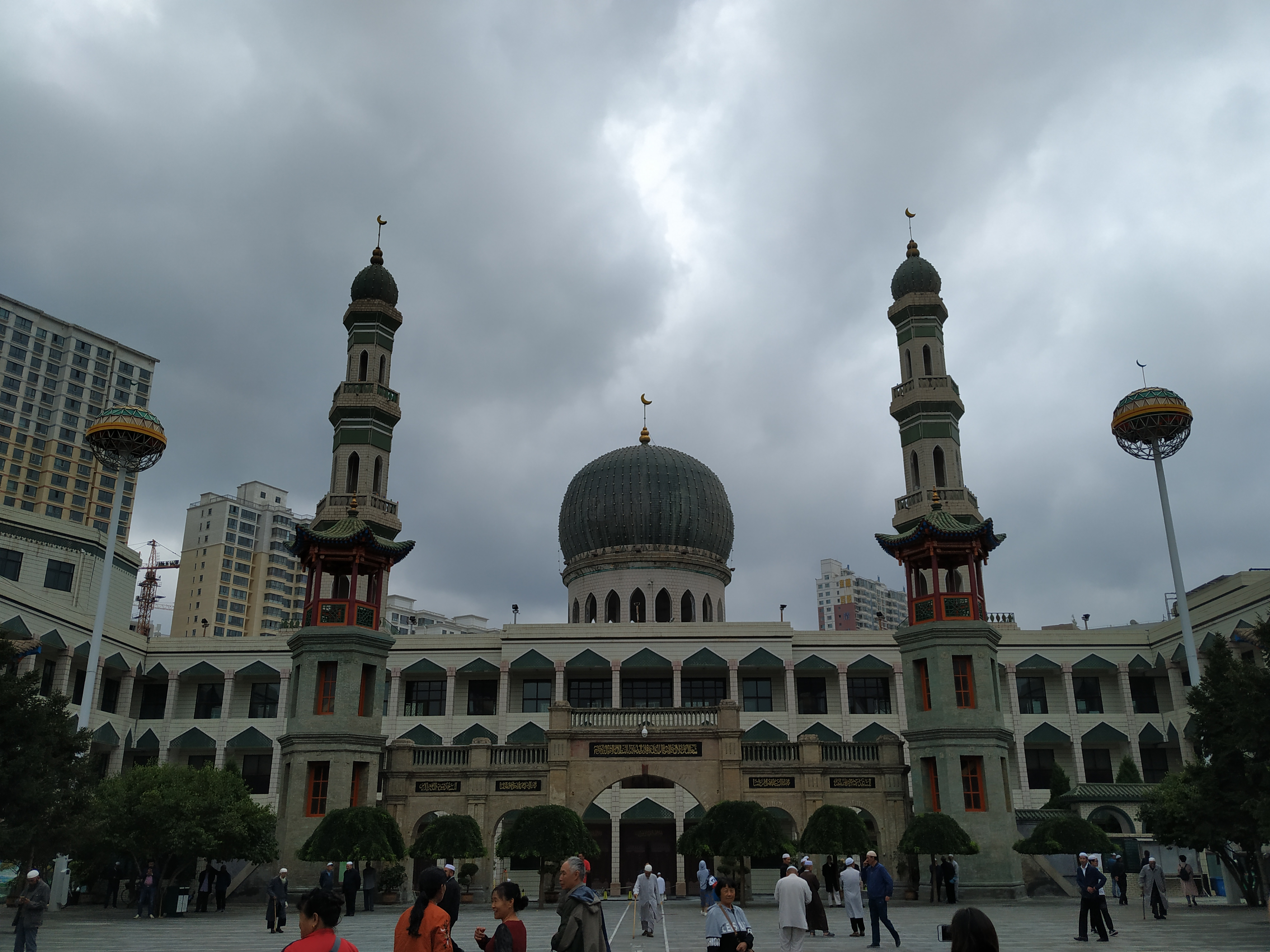
Moschea Dongguan
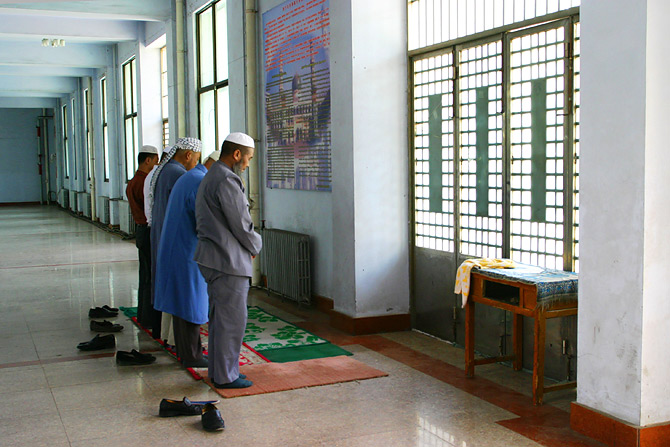
Sala di preghiera della moschea Dongguan
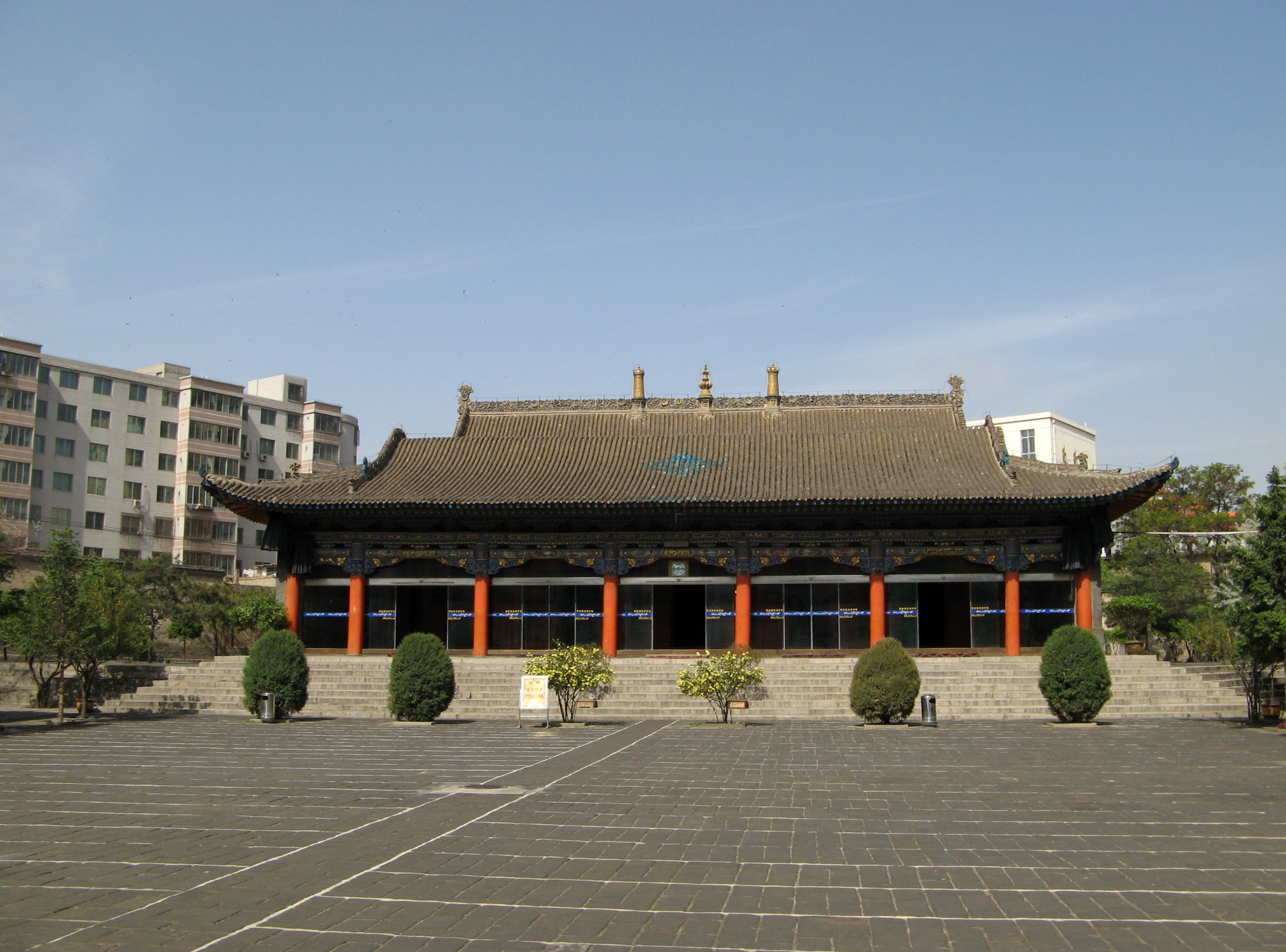
Sala di preghiera
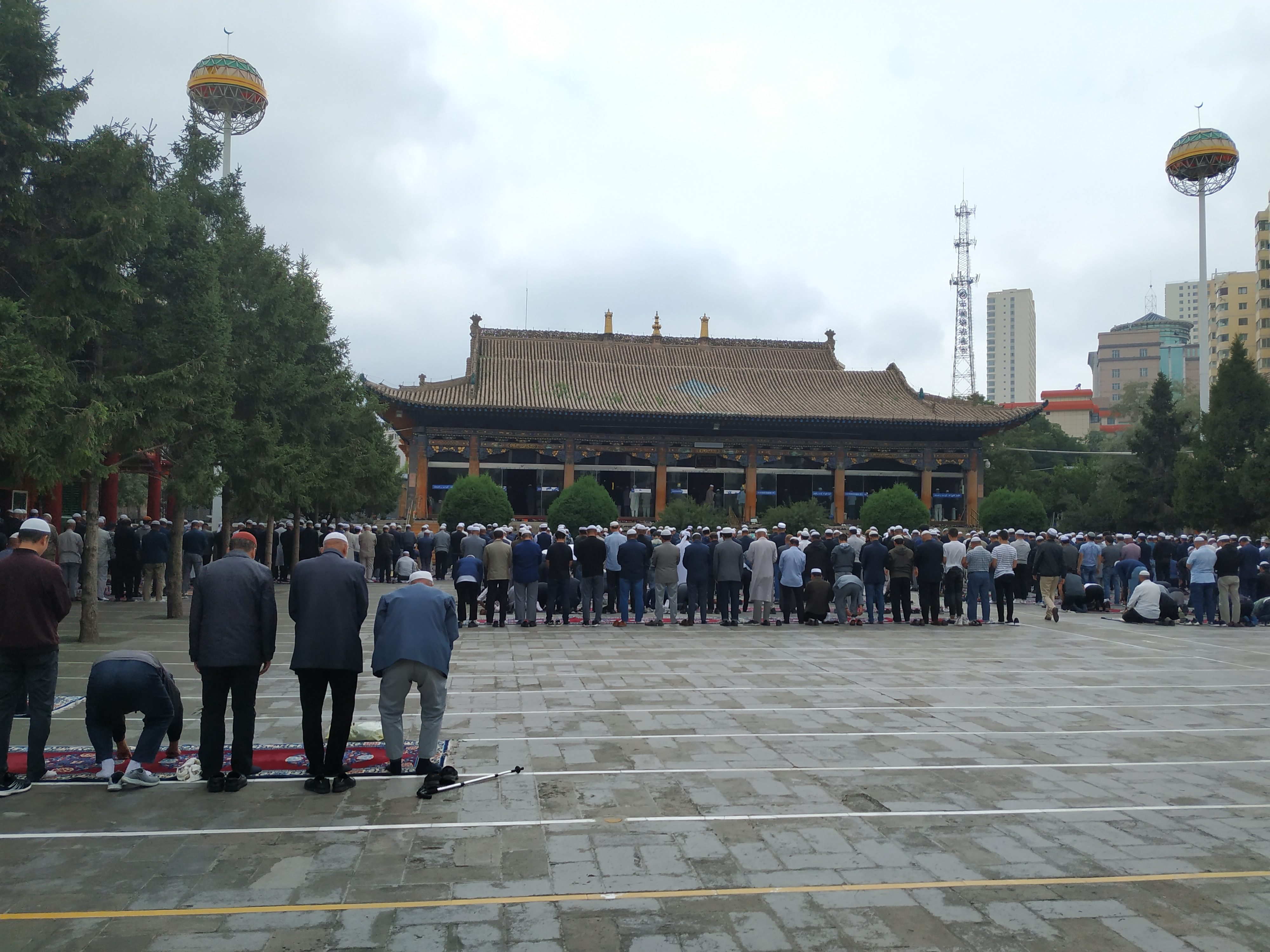
Fedeli in preghiera nel cortile della moschea
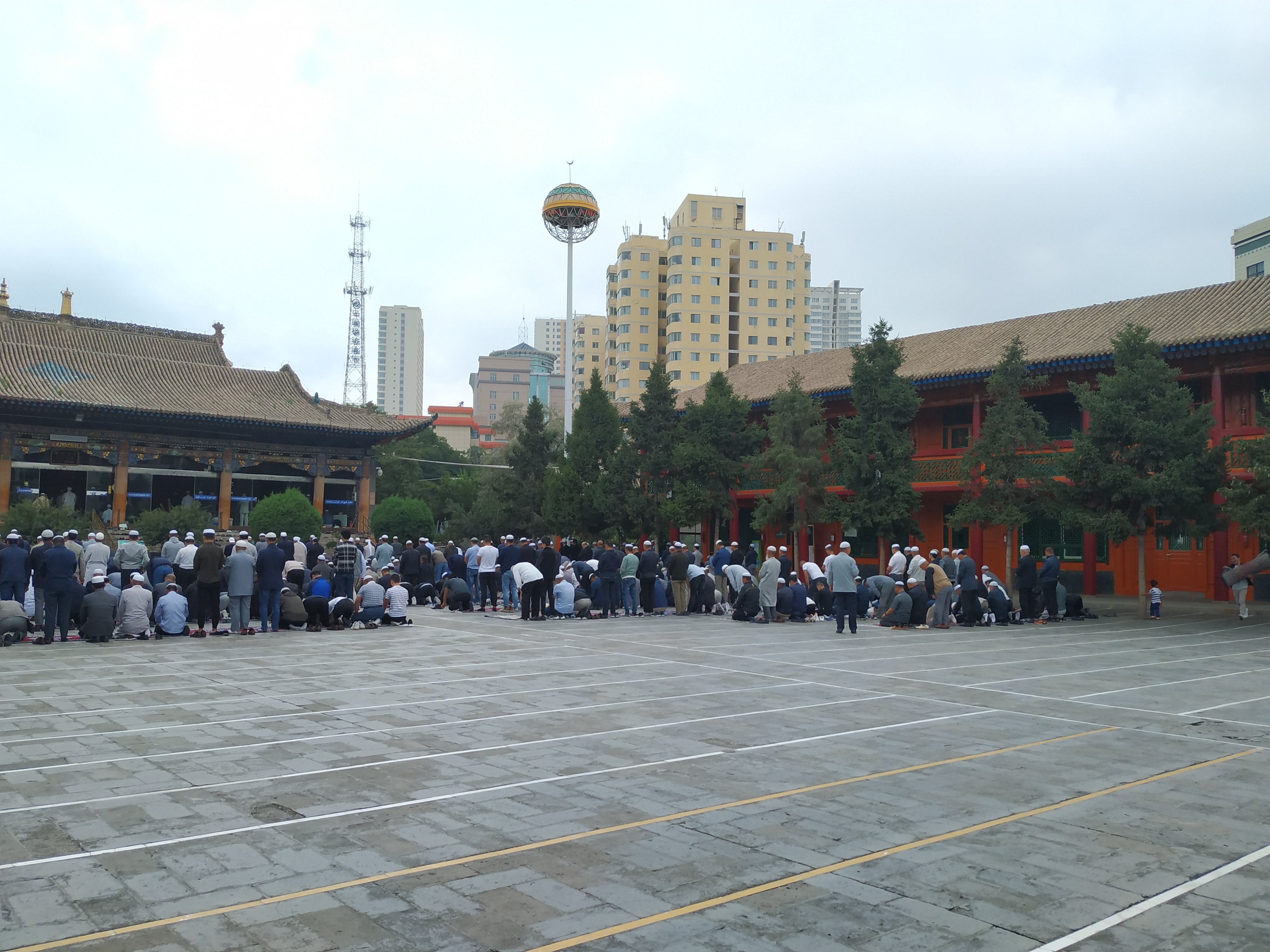
Fedeli in preghiera nel cortile della moschea